# 정태헌
정태헌(1958년 ~ )은 대한민국의 역사학자이자, 2025년 현재 고려대학교 한국사학과 명예교수이다. 주전공은 일제강점기 경제사이다.

## 약력
고려대학교 무역학과를 졸업하고 2년 동안 종합상사 대우에서 직장인으로 근무하다가 사직하고 전공을 역사학(한국사 전공)으로 바꿔 같은 대학 대학원에 진학하여 석사와 박사 학위를 받은 특이한 이력을 가지고 있다. 이후 고려대학교 한국사학과에서 2024년까지 교수로 재직하였고, 재직기간 동안 고려대학교 문과대학 학장을 역임하였으며 미국 오클라호마 주립대학교, 중국 베이징대학교, 일본 세이케이대학 등에서 방문교수를 지냈다.
또한 역사문제연구소 소장, 한국사연구회 회장, 남북역사학자협의회 이사장 등을 역임하였다.
2025년 현재 고려대학교 명예교수이며 역사문제연구소 이사장을 맡고 있다.

## 기타
유신헌법에 반대하는 지하신문을 돌린 혐의로 1979년에 긴급조치 9호 위반으로 징역 1년6월을 선고 받고 복역을 하였으나, 2013년 5월 재심이 개시되었다.

## 학력
- 고려대학교 경영대학 무역학과 학사
- 고려대학교 대학원 사학과 문학석사
- 고려대학교 대학원 사학과 문학박사

## 경력
- 역사문제연구소 소장 (2009년~2013년)
- 고려대학교 문과대학 학장 (2017년~2018년)

## 저서[2]
- 《일제의 경제 정책과 조선 사회》(역사비평사, 1996)(고려대학교 박사학위논문 수정증보판)
- 《한국의 식민지적 근대 성찰》(선인, 2007)
- 《문답으로 읽는 20세기 한국경제사》(역사비평사, 2010)
- 《한반도 철도의 정치경제학》(선인, 2017)
- 《평화를 향한 근대주의 해체》(동북아역사재단, 2019)
- 《혁명과 배신의 시대》(21세기북스, 2022)
- 《이념과 현실》(역사비평사, 2024)